# 아우구스트 닐손
아우구스트 닐손(스웨덴어: August Nilsson, 1872년 10월 15일 ~ 1921년 5월 23일)은 스웨덴의 육상 선수이자 줄다리기 선수이다.
닐손은 1900년 하계 올림픽에 참가했으며 포환던지기에서 9위, 장대높이뛰기에서 8위를 기록했다.
그는 덴마크와 스웨덴 혼성팀으로서 줄다리기 종목에도 참가했으며 프랑스를 꺾고 금메달을 목에 걸었다. 이 금메달은 스웨덴의 올림픽 사상 첫 금메달이다.